# Gotlands domsaga
Gotlands domsaga var en domsaga i Gotlands län.

## Administrativ historik
Domsagan bildades 1 januari 1943 (enligt beslut den 5 juni 1942) genom sammanslagning av Gotlands norra domsaga och Gotlands södra domsaga och upplöstes 1 januari 1971 i samband med tingsrättsreformen i Sverige. Domsagan överfördes då till Gotlands tingsrätt.
Domsagan lydde under Svea hovrätt.

### Tingslag
Först låg två tingslag under domsagan men detta antal minskades 1 januari 1948 (enligt beslut den 10 juli 1947) till ett, då Gotlands norra tingslag och Gotlands södra tingslag slogs ihop till Gotlands domsagas tingslag. Visby stads egna jurisdiktion upphörde den 1 januari 1962 och staden överfördes då till domsagan och domsagans tingslag.

### Från 1943
- Gotlands norra tingslag
- Gotlands södra tingslag

### Från 1948
- Gotlands domsagas tingslag

## Häradshövdingar
- 1943–1948 Karl-Fredrik Pfeiffer
- 1948–1962 Gustaf Rosenqvist
- 1962–1970 Carlerik Söderström